# كلود لابوينت
كلود لابوينت (بالإنجليزية: Claude Lapointe)‏ هو لاعب هوكي الجليد أمريكي، ولد في 11 أكتوبر 1968 في لا شين في كندا.

## وصلات خارجية
- كلود لابوينت على موقع دوري الهوكي الوطني (الإنجليزية)
- كلود لابوينت على موقع EliteProspects.com (الإنجليزية)
- كلود لابوينت على موقع HockeyDB.com (الإنجليزية)
- كلود لابوينت على موقع Hockey-Reference.com (الإنجليزية)